# Сорокуш чорний
Сороку́ш чорний (Thamnophilus nigriceps) — вид горобцеподібних птахів родини сорокушових (Thamnophilidae). Мешкає в Панамі і Колумбії.

## Опис

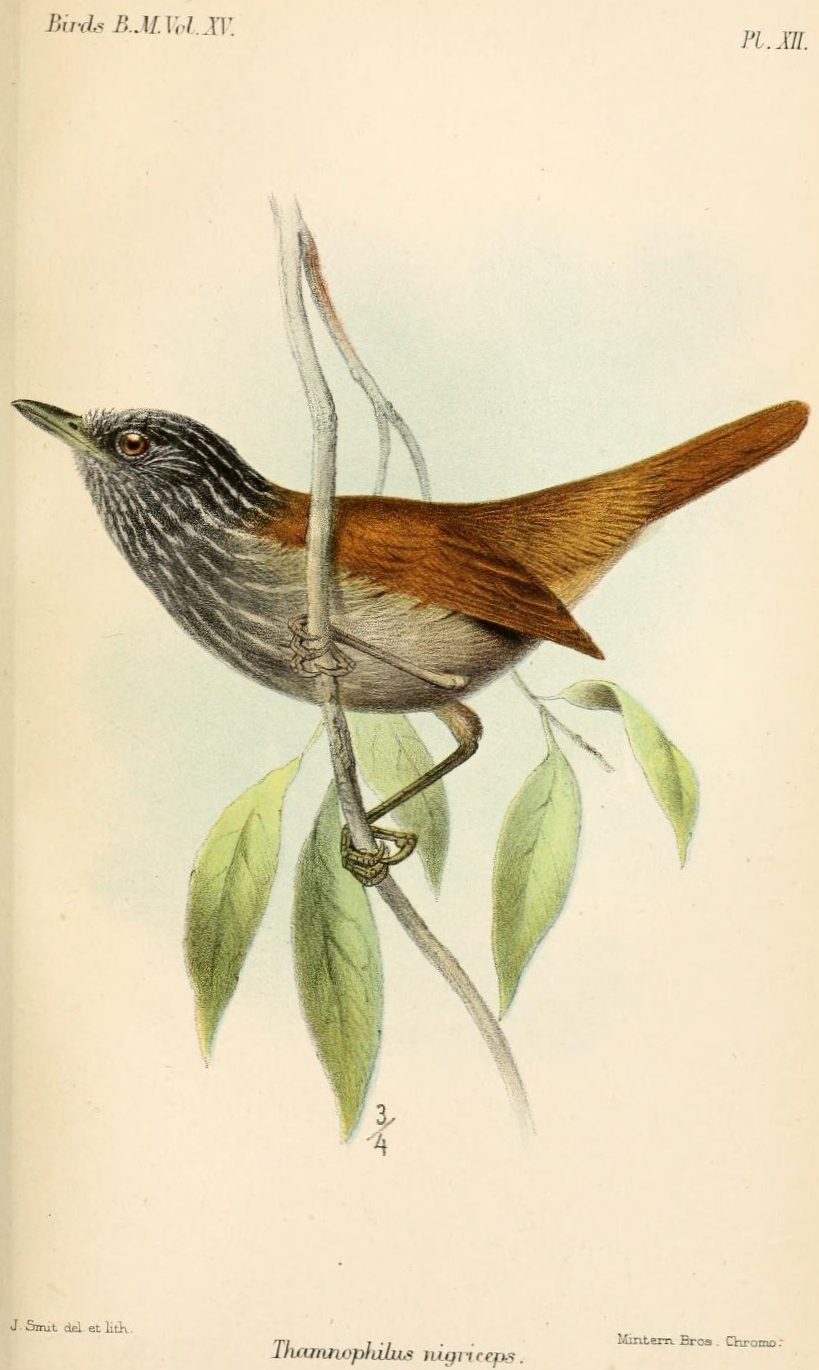
Чорний сорокуш (малюнок Йозефа Сміта, 1890 р.)

Довжина птаха становить 16 см, вага 23-24 г. Самець має майже повністю чорне забарвлення, за винятком темно-сірих боків і білих кічиків махових пер. Верхня частина тіла, крила і хвіст самиці бурі, голова, горло і верхня частина грудей темно-сірі з білими смужками, нижня частина тіла жовтувато-коричнева.

## Поширення і екологія
Коста-риканські сорокуші мешкають на півдні Панами і на півночі Колумбії. Вони живуть на узліссях вологих тропічних рівнинних лісів, на галявинах і поблизу води, в бамбукових заростях на висоті до 500 м над рівнем моря (іноді трапляються на висоті до 1500 м над рівнем моря). Живуть парами. Харчуються комахами і іншими членистоногими. 